# Яценко, Виктор Вячеславович
Ви́ктор Вячесла́вович Яце́нко (укр. Віктор В'ячеславович Яценко; род. 22 апреля 1985, Херсон, Украинская ССР) — общественный и политический деятель Российской Федерации и Донецкой Народной Республики; министр связи ДНР в 2014—2019 годах. Позже — советник Захара Прилепина, кандидат в депутаты Государственной Думы Российской Федерации VIII созыва по 219 Севастопольскому одномандатному округу на выборах в 2021 году от Социалистической партии «Справедливая Россия — Патриоты — За Правду».

## Биография
Уроженец Херсона. Утверждает, что полгода учился в Alexander International School и сдал экзамены для поступления в колледж, но в 14 лет «разочаровался в английской системе образования». Получил образование бухгалтера в Москве, позже занимался бизнесом в сфере IT: открыл бизнес по производству картриджей. Открыл офис в 2013 году в Киеве. Владел компанией по поставке оборудования для IP-телефонии и решений на базе системы Asterisk, создавая удалённые офисы для Strabag. Предпринимательской деятельностью занимался с 2001 по 2014 годы.

### Боевые действия в Донбассе
После событий 2 мая 2014 года в Одессе прекратил бизнес-деятельность и добровольцем отправился в Донбасс воевать на пророссийской стороне; участвовал в противостоянии в Славянске: службу начал 18 мая 2014 года. С мая по октябрь 2014 года — начальник спецсвязи ГРУ ДНР. Во время боевых действий с помощью решения Asterisk организовал защищённую сеть OpenVPN для шифрования телефонных переговоров лидеров и командиров отрядов «ополчения» ДНР, чтобы не допустить утечки информации, необходимой для СБУ. Произведён в полковники НМ ДНР за участие в боях в Дебальцево и «разгроме группировки ВСУ».

### Министр связи ДНР
14 ноября 2014 года Виктор Яценко был назначен на пост министра связи Донецкой Народной Республики, создал Министерство связи ДНР и занялся созданием республиканских операторов связи на базе имевшихся украинских в связи с закрытием последних. В начале 2015 года властями ДНР было введено внешнее управление в украинской телекоммуникационной компании «Киевстар», у которой сохранился донецкий коммутатор производства Ericcson, оставшийся на территории ДНР. «Киевстар» отключил мобильную связь на территориях ДНР и ЛНР, а также удалил все лицензии и пароли от программного обеспечения коммутатора, но IT-специалисты Минсвязи ДНР осуществили взлом оборудования. В дальнейшем на его базе был создан собственный оператор сотовой связи «Феникс», изначально работающий в стандарте GSM (позже на базе коммутатора была создана сотовая сеть «Лугаком» в ЛНР); его коммерческая эксплуатация началась в марте 2016 года. далее была запущена сеть 3G, а также LTE по всей территории ДНР. Покрытие оператора на территории ДНР и ЛНР составляет боле 90 %. Создан собственный генеральный подрядчик по строительству узлов и базовых станций.
В начале 2017 года участвовал в введении внешнего управления на предприятиях, работавших под украинской юрисдикцией (в том числе над оператором «Укртелеком»). Владельцы оператора, узнавшие о грядущей конфискации оборудования, «обнулили» всё программное обеспечение на оборудовании марок Juniper, Huawei и Cisco вместе с лицензиями, однако IT-специалисты Минсвязи ДНР восстановили работу оборудования. В дальнейшем на базе оборудования «Укртелекома» была создана компания «Комтел». В том же году Виктор Яценко окончил магистратуру Донецкого национального технического университета по специальности «Государственное и муниципальное управление».
Организовал создание магистрального оператора связи на базе компании «Углетелеком», которая протянула три магистральных канала до Ростовской области, а также построила магистральное кольцо с ЛНР, обеспечив бесперебойную работу Интернета в ЛНР и ДНР без связи с Украиной. Утверждается[кем?], что Яценко осуществил стык с каналами одной из российских телекоммуникационных компаний в Ростовской области. Также участвовал в налаживании работы кабельного телевидения в ДНР, организации работы 5 телевизионных и радиовещательных центров и запуске местного цифрового эфирного вещания. На базе филиала «Укрпочты» было создано предприятие «Почта Донбасса», которое по инициативе Виктора Яценко начало переход на Open Source. Предприятие было автоматизировано на 100 % (с 18 %), с собственной ERP-системой, все отделения почты стали работать в собственных облачных сервисах. Создан собственный процессинг и реализованы такие социально значимые задачи, как выплаты пенсий (1.2 млрд рублей ежемесячно), широкий непродовольственный ретейл (розничная торговля), возомновлена подписка свыше 70 изданий как из ДНР, так и российских. На базе собственных разработок работает система денежных переводов между ЛНР и ДНР.
В 2018 году подписал открытое письмо к оператору «Vodafone(Украина)» (бывший МТС-Украина) с требованием отправить специалистов на территорию подконтрольную ДНР для проверки технического состояния оборудования и запуска сети. В тот же период организовал работу по разработке собственной электронной цифровой подписи и реализации корневого сертификационного центра ДНР. На базе open sourse и собственных разработок создан электронный документооборот, сформирована система МЭДО (межведомственный электронный документооборот).
В январе 2019 года портал «Рамблер» опубликовал перепечатку статьи из издания «Аргументы недели», в которой утверждалось о работе Яценко на СБУ и передаче украинским спецслужбам информации о переговорах первых лиц ДНР. Яценко подал в суд на издание, обвинив его в публикации заведомо ложных сведений.
Указом от 11 октября 2019 года освобождён от занимаемой должности. После отставки покинул территорию ДНР и уехал в Россию.

### Политическая карьера
В феврале 2020 года был назначен советником Захара Прилепина. С января 2021 года член Центрального совета социалистической партии «Справедливая Россия — Патриоты — За Правду». В мае 2021 года назначен советником генерального директора Научно-производственной компании «Криптонит».
В июне 2021 года стал кандидатом в депутаты Государственной Думы VIII созыва по 219-му Севастопольскому одномандатному округу на выборах в 2021 году от Социалистической партии «Справедливая Россия — Патриоты — За Правду». Согласно данным ЦИК РФ, набрал 7,18 % (11482 голоса).

## Награды
- Медаль «За возвращение Крыма» (Россия)
- Медаль «За оборону Славянска» (ДНР)
- Медаль МЧС «За содействие делу спасения» (ДНР)[3]
- наградной пистолет ТТ (ДНР) — за запуск оператора «Феникс»[4]
- наградной пистолет ПМ (ДНР)[4]

## Санкции и уголовное преследование
- На Украине открыто уголовное дело за активное участие в деятельности «террористической организации ДНР» — подтверждающие этот факт материалы опубликованы в украинском судебном реестре[17].
- 16 февраля 2015 года был внесен в санкционные списки в связи с конфликтом на Украине[18] (списки обнародованы Советом ЕС, президентом и министерством финансов США).
- Внесен в санкционные списки министерства финансов США[19].
- Внесён в базу данных сайта «Миротворец».
- Внесён в санкционные списки согласно решению СНБО Украины от 05.10.2021 в связи с проведением выборов в Крыму[20].
- Также находится в санкционный списках Великобритании, Австралии, Новой Зеландии, Канады и Швейцарии[21]